# Ozeanische Sprachen

Sprachen der Admiralitätsinseln und Yapesisch
Sprachen der St.-Matthias-Inseln
Westozeanisch
Temotu
Südostsalomonisch
Südozeanisch
Mikronesisch
Fidschi-Polynesisch

Die ozeanischen Sprachen gehören zu den ost-malayo-polynesischen Sprachen innerhalb der austronesischen Sprachen. Die polynesischen und die mikronesischen Sprachen sind die bekanntesten Untergruppen der ozeanischen Sprachen. Die Mehrzahl der insgesamt etwa 450 ozeanischen Sprachen hat nur wenige hundert bis tausend Sprecher. Viele der Sprachen sind nicht verschriftlicht und kaum dokumentiert.
Die ozeanischen Sprachen gliedern sich in die Sprachen der Admiralitätsinseln sowie einen west-ozeanischen und einen zentral-ost-ozeanischen Zweig, zu dem unter anderem auch die mikronesischen und die polynesischen Sprachen gehören. Bevor die Verwandtschaftsverhältnisse der Sprachen geklärt waren, wurden alle ozeanischen Sprachen außer den mikro- und polynesischen unter dem Sammelbegriff melanesische Sprachen zusammengefasst (siehe auch Melanesien).
Wichtige „melanesische“ Sprachen sind das mit dem Polynesischen verwandte Fidschi und die west-ozeanischen Sprachen Motu (Motu-Volk), Hiri Motu (Verkehrssprache) und Kuanua (Tolai-Volk). Die Sprachen Yabem, Gedaged (West-Ozeanisch) und Mota (Zentral-Ost-Ozeanisch) hatten und haben teilweise noch immer über den Kreis der muttersprachlichen Sprecher hinaus Bedeutung als Sakralsprachen.